# Bob-Europameisterschaft 1990
Die Bob-Europameisterschaft 1990 wurde am 23. und 24. Januar im Zweierbob und am 27. und 28. Januar 1990 im Viererbob zum siebenten Mal auf dem  Olympia-Eiskanal im österreichischen Igls als fünfte von sieben Veranstaltungen des Bobweltcups  ausgetragen.
In der Wintersportsaison 1989/90 bestimmten eher die politischen Rahmenbedingungen das Geschehen. Durch die politische Wende in den osteuropäischen Ländern stand mit der Zeit auch das teilweise hochsubventionierte Leistungssportsystem zur Debatte. Im Bobsport betraf es in erster Linie die DDR-Auswahl, die sich seit Jahren einen sportlichen Wettstreit mit der Schweiz um die führende Rolle im Bobsport lieferte. Hinzu kamen die Anstellungsverhältnisse der DDR-Athleten, denn die Sportler aus Oberhof um Wolfgang Hoppe waren Angehörige der Nationalen Volksarmee. Um die Jahreswende 19989/1990 stand in diese Hinsicht in der DDR vieles auf dem Prüfstand. Hinzu kam ein dicht gepackter Wettkampfkalender, der zum Leidwesen der Ausrichter die DDR-Topathleten Wolfgang Hoppe, Harald Czudaj und Volker Dietrich dazu veranlasste, die Europameisterschaft auszulassen, da das Training für Weltmeisterschaften gleich im Anschluss an die Europameisterschaft begann. In der Bundesrepublik hielt der Aufwärtstrend weiterhin an. Nach der Vereinbarung des schweizerischen und des bundesdeutschen Bobverbandes über eine Zusammenarbeit hatten sich unter dem Trainertriumvirat Rene Stadler, Rene Ruch und Sepp Benz erste Erfolge mit EM-Bronze durch Rudi Lochner eingestellt. Nun war mit Dirk Wiese ein zweiter Pilot auf dem Weg in die Weltspitze. Nicht zu vergessen waren die Gastgeber aus Österreich, die im Viererbob mit Ingo Appelt immerhin den Titelverteidiger stellten. Hinzu kam der bereits 40-jährige Peter Kienast, der zum Karriereende vor heimischer Kulisse nochmals um eine Medaille kämpfen wollte.

## Zweierbob
Mit einem Rekordfeld von 62 Teams aus 25 Nationen startete der Wettbewerb im kleinen Schlitten. Angesichts des Fehlens der drei DDR-Spitzenbobs war Titelverteidiger Gustav Weder aus der Schweiz der uneingeschränkte Titelfavorit. Für die weiteren Medaillen kamen eine Reihe von Teams in Frage, darunter auch der Bronzemedaillengewinner vom Vorjahr, Rudi Lochner. Am ersten Wettkampftag zeigte Gustav Weder mit neuem Bahnrekord im ersten Lauf seine sehr gute Form. Dahinter reihten sich etwas überraschend zwei Bobs aus der sowjetischen Mannschaft ein. Einen guten vierten Platz belegte der bundesdeutsche Dirk Wiese vor Routinier Rudi Lochner. Die DDR-Mannschaft musste bereits nach dem ersten Lauf einen Rückschlag hinnehmen. Pilot Dietmar Falkenberg gab nach einer schmerzhaften Entzündung der Achselhöhle auf. Auch am zweiten Wettkampftag war Gustav Weder mit den besten Laufzeiten das Maß der Dinge. Er baute seinen Vorsprung letztlich auf über acht Zehntel vor Zintis Ekmanis aus. Der Lette musste nach dem dritten Lauf noch um Silber fürchten, da Landsmann Māris Poikāns bis auf 8 Hundertstel an ihn herangekommen war. Mit einem schwachen vierten Lauf verbaute sich Poikans aber selbst die Chance auf Silber. Dirk Wiese fiel nach einem schwachen zweiten Wettkampftag noch auf den sechsten Platz hinter DDR-Starter Ulrich Höfke zurück.
| Platz | Bob                                                  | 1. Lauf | 2. Lauf | 3. Lauf | 4. Lauf | Gesamtzeit Rückstand |
| ----- | ---------------------------------------------------- | ------- | ------- | ------- | ------- | -------------------- |
| 1     | Schweiz I Gustav Weder Curdin Morell                 | 52.94   | 53.28   | 53.71   | 53.40   | 3:33.33              |
| 2     | Sowjetunion II Zintis Ekmanis Juris Tone             | 53.05   | 53.58   | 54.00   | 53.58   | 3:34.21 +0.88        |
| 3     | Sowjetunion I Māris Poikāns Andrei Gorochow          | 53.32   | 53.50   | 53.93   | 53.77   | 3:34.52 +1.19        |
| 4     | BR Deutschland I Rudi Lochner Markus Zimmermann      | 53.33   | 53.68   | 53.92   | 53.75   | 3:34.68 +1.35        |
| 5     | DDR II Ulrich Höfke Ulf Behrendt                     | 53.38   | 53.76   | 53.98   | 53.86   | 3:34.98 +1.65        |
| 6     | BR Deutschland II Dirk Wiese Olaf Hampel             | 53.17   | 53.80   | 54.13   | 54.11   | 3:35.21 +1.88        |
| 7     | Sowjetunion III Olafs Kļaviņš Juris Jaudzems         |         |         |         |         | 3:35.43 +2.10        |
| 8     | Kanada II Chris Lori Ken Leblanc                     |         |         |         |         | 3:35.53 +2.20        |
| 9     | Kanada I Greg Haydenluck Clint Austin                |         |         |         |         | 3:35.83 +2.50        |
| 10    | Österreich I Ingo Appelt Gerhard Redl/Markus Mostögl |         |         |         |         | 3:36.13 +2.80        |

## Viererbob
In der Viererbob-Konkurrenz war die Favoritenstellung nicht so eindeutig besetzt. Neben dem Schweizer Gustav Weder waren es vor allem die Österreicher um Titelverteidiger Ingo Appelt und den 40-jährigen Peter Kienast, die in Abwesenheit der DDR-Spitzenleute Hoppe, Czudaj und Dietrich als Medaillenkandidaten angesehen wurden. Im Schweizer Boblager konnte zudem ein alter Bekannter begrüßt werden: nach dem Ausfall von zwei Athleten aus Nico Baracchis Crew startete Olympiasieger Ekkehard Fasser anstelle von  Baracchi. Schwer einzuschätzen war das Leistungsvermögen  der bundesdeutschen Bobs. Schon im Zweierbob hatte der junge Dirk Wiese bewiesen, das mit ihm zu rechnen war. Beim Wettkampf fuhr Altmeister Peter Kienast auf seiner Hausbahn Lauf für Lauf Bestzeit und vergrößerte seinen Vorsprung vor dem Lokalrivalen Ingo Appelt Stück Stück. Für Kienast war es zum Ende seiner über zehnjährigen Bobkarriere der lange erhoffte Titelgewinn, und das vor heimischer Kulisse. Appelt wiederum duellierte sich in einem hochspannenden Wettkampf mit dem Schweizer Gustav Weder um die Silbermedaille. So lag Appelt nach dem ersten Wettkampftag mit 6 Hundertsteln vor Weder, nach dem dritten Lauf lag Weder 3 Hundertstel vor dem Österreicher. Im letzten Lauf legte Appelt mit der zweitbesten Zeit vor, Weder konterte, fuhr jedoch 4 Hundertstel langsamer. Am Ende trennte ihn eine Hundertstelsekunde von Silber und Österreich feierte einen Doppelsieg. Mit Rang vier erreichte Dirk Wiese sein bis dahin bestes Ergebnis bei internationalen Meisterschaften, Dietmar Falkenberg erreichte als bester DDR-Vertreter den fünften Platz.
| Platz | Bob                                                                            | 1. Lauf | 2. Lauf | 3. Lauf | 4. Lauf | Gesamtzeit Rückstand |
| ----- | ------------------------------------------------------------------------------ | ------- | ------- | ------- | ------- | -------------------- |
| 1     | Österreich I Peter Kienast Thomas Schroll Martin Riedl Johann Lindner          | 52.24   | 52.48   | 52.74   | 53.13   | 3:30.59              |
| 2     | Österreich II Ingo Appelt Gerhard Redl Jürgen Mandl Harald Winkler             | 52.30   | 52.65   | 52.88   | 53.23   | 3:31.06 +0.47        |
| 3     | Schweiz I Gustav Weder Bruno Gerber Lorenz Schindelholz Curdin Morell          | 52.45   | 52.56   | 52.79   | 53.27   | 3:31.07 +0.48        |
| 4     | BR Deutschland I Dirk Wiese Thorsten Wölm Oliver Rogge Olaf Hampel             | 52.58   | 52.75   | 53.01   | 53.28   | 3:31.62 +1.03        |
| 5     | DDR I Dietmar Falkenberg Raik Iffarth Ludwig Gautsch Volker Schulz             | 52.65   | 52.81   | 53.14   | 53.27   | 3:31.87 +1.28        |
| 6     | BR Deutschland III Rudi Lochner Matthias Zieschang Uwe Höring Christoph Langen | 52.68   | 52.93   | 53.37   | 53.43   | 3:32.41 +1.82        |
| 7     | Sowjetunion III Zintis Ekmanis Sandis Prūsis Wladimir Ljubowizki Juris Tone    |         |         |         |         | 3:32.59 +2.00        |
| 8     | DDR II Ulrich Höfke Bodo Ferl Frank Bartholomäus Olaf Herzog                   |         |         |         |         | 3:32.66 +2.07        |
| 9     | Kanada I Chris Lori Pat Akeson Ken LeBlanc Doug Currier                        |         |         |         |         | 3:32.73 +2.14        |
| 10    | Sowjetunion I Māris Poikāns Olafs Kļaviņš Otomārs Rihters Juris Jaudzems       |         |         |         |         | 3:32.75 +2.16        |

## Medaillenspiegel
| Platz | Nation      | Gold | Silber | Bronze |
| ----- | ----------- | ---- | ------ | ------ |
| 1     | Österreich  | 1    | 1      | 0      |
| 2     | Schweiz     | 1    | 0      | 1      |
| 3     | Sowjetunion | 0    | 1      | 1      |